# Detector de neutrinos

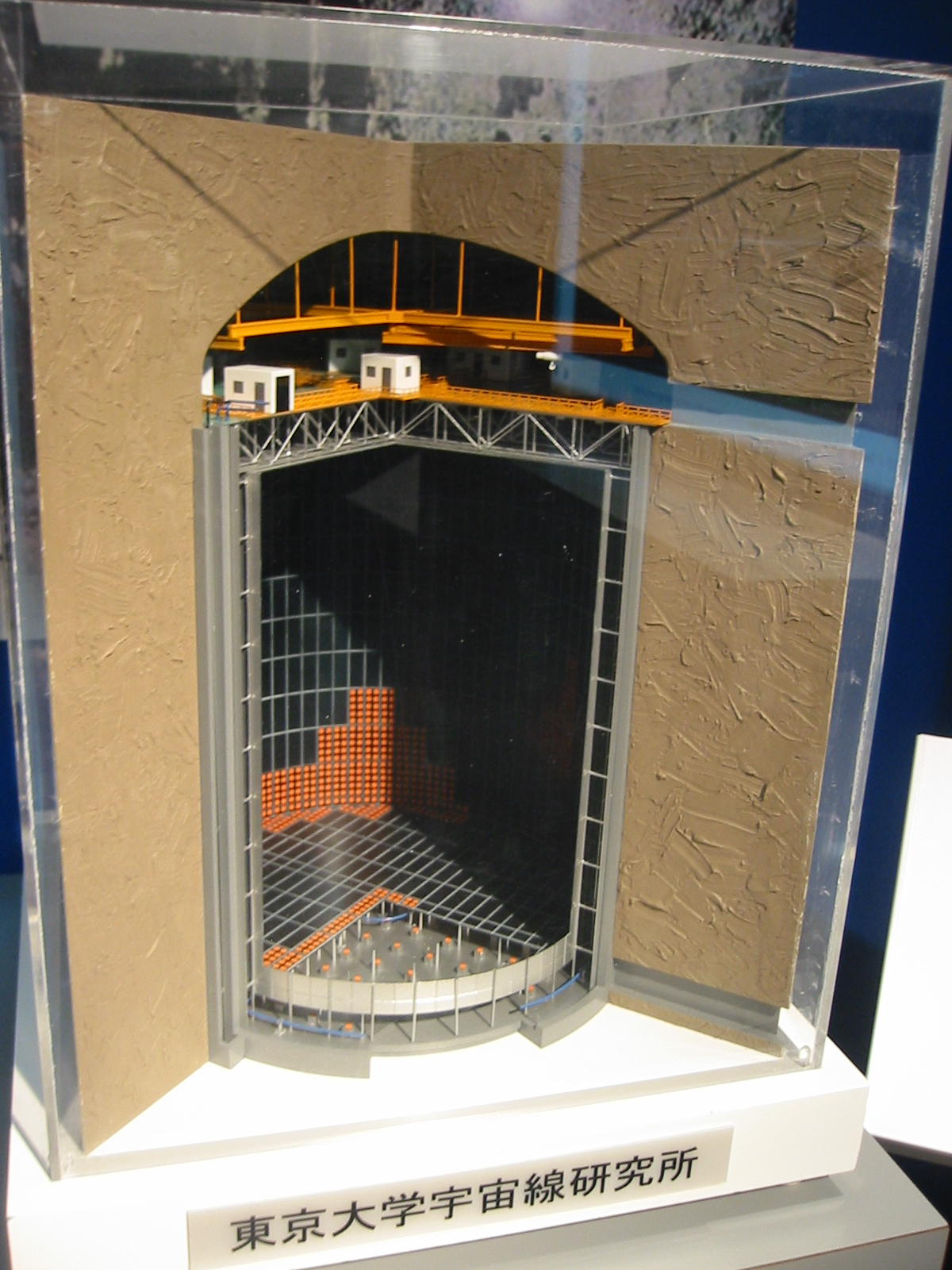
Modelo do detector de neutrinos KamiokaNDE

Um detector de neutrinos ou observatório de neutrinos é um aparato designado para o estudo de neutrinos. Por causa do fato de que neutrinos muito raramente interagem com a matéria, detectores de neutrinos precisam ser bastante grandes para detectarem um número significativo de neutrinos. Detectores de neutrinos são muitas vezes construídas subterraneamente, para isolar o detector de raios cósmicos e outras radiações de fundo.